# Брень (Західнопоморське воєводство)
Брень (пол. Breń, нім. Bernsee) — село в Польщі, у гміні Бежвник Хощенського повіту Західнопоморського воєводства.
Населення — 620 осіб (2011).
У 1975-1998 роках село належало до Гожовського воєводства.

## Демографія
Демографічна структура станом на 31 березня 2011 року:
|          | Загалом | Допрацездатний вік | Працездатний вік | Постпрацездатний вік |
| -------- | ------- | ------------------ | ---------------- | -------------------- |
| Чоловіки | 322     | 83                 | 214              | 25                   |
| Жінки    | 298     | 61                 | 161              | 76                   |
| Разом    | 620     | 144                | 375              | 101                  |